# Barajul Fântânele
Lacul Beliș-Fântânele este un lac artificial de acumulare din Munții Gilăului, județul Cluj.
A fost amenajat în perioada 1970-1974 cu scop hidroenergetic, pe cursul râului Someșul Cald. Are o suprafață de 9,8 kmp și o lungime de 13 km, fiind situat la o altitudine de 990 m. Pe malul lacului se află stațiunea turistică Beliș-Fântânele.
Lacul Beliș-Fântânele este situat în vestul județului Cluj, în partea nordică a munților Apuseni, la confluența dintre munții Gilăului (est), munții Vlădeasa (vest) și Muntele Mare (sud). 
În perioada 1970-1974 locuitorii vechii comune Beliș au fost nevoiți să se strămute pe actualul amplasament al satului. Cătune, precum Milioan, Pleș, Dădești, Bolojești sau Giurcuța de Jos, sunt acum de domeniul amintirii și doar în verile foarte secetoase, când nivelul apei lacului scade foarte mult, se pot vedea ruinele caselor abandonate de moți, cele mai celebre fiind ruinele fostei biserici din Giurcuța de Jos.

## Galerie de imagini

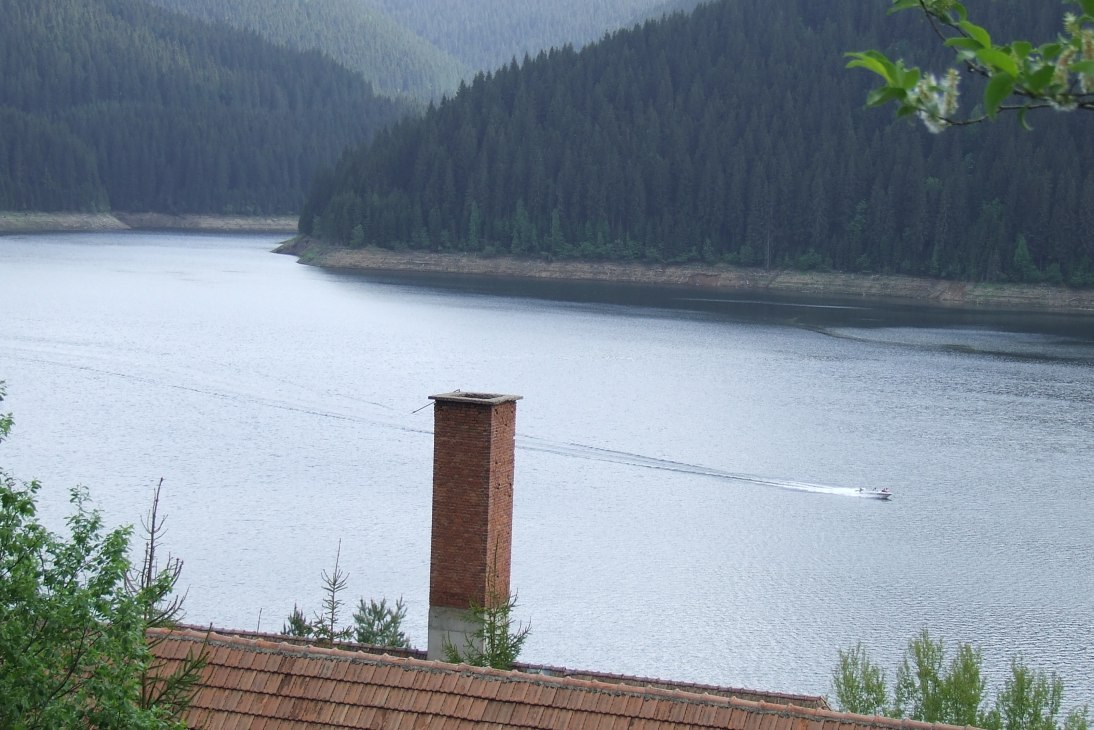
Lacul Fântânele
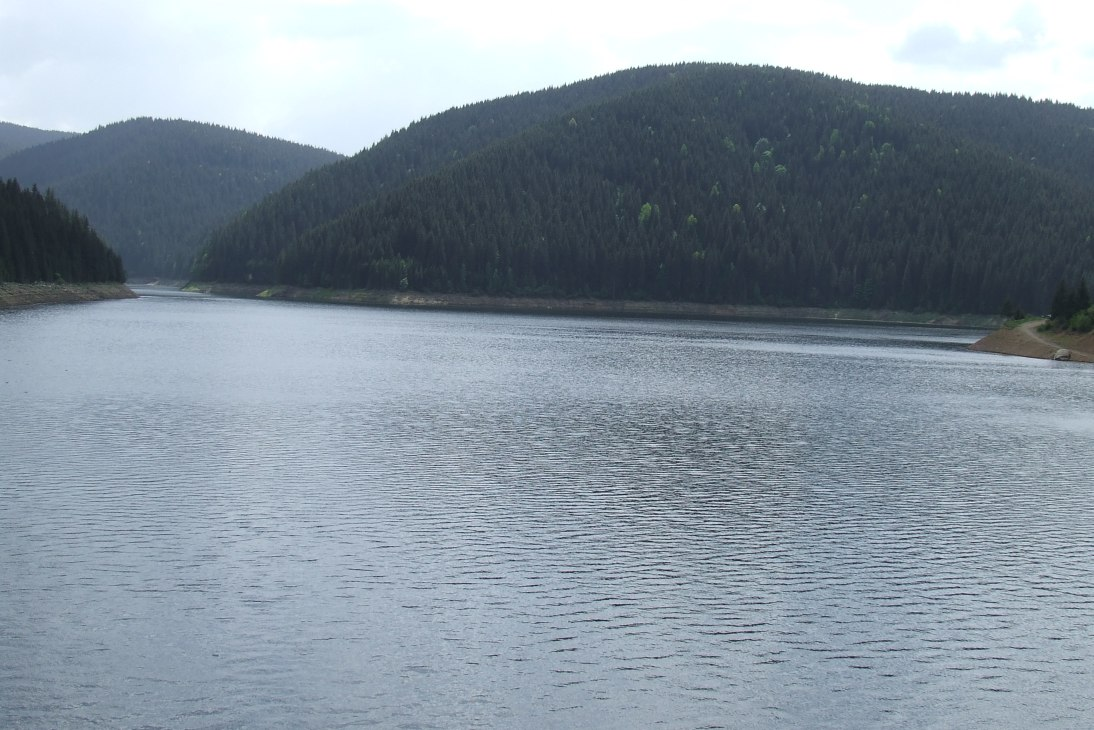
Lacul Fântânele
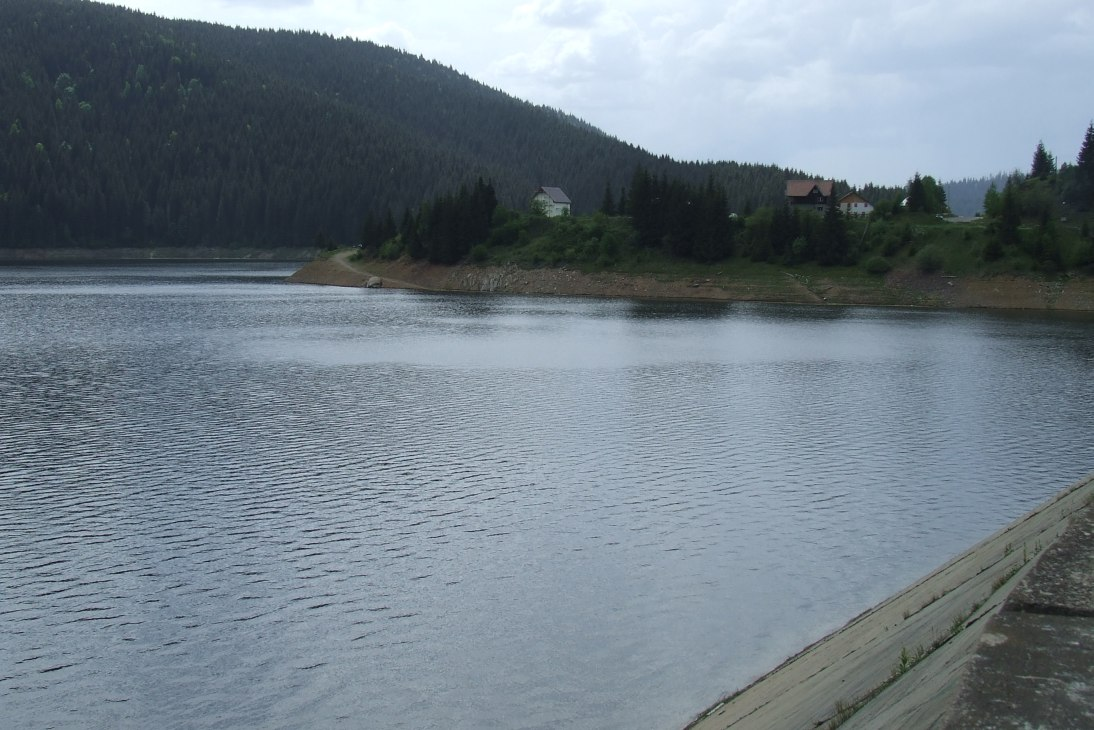
Lacul Fântânele văzut de pe baraj
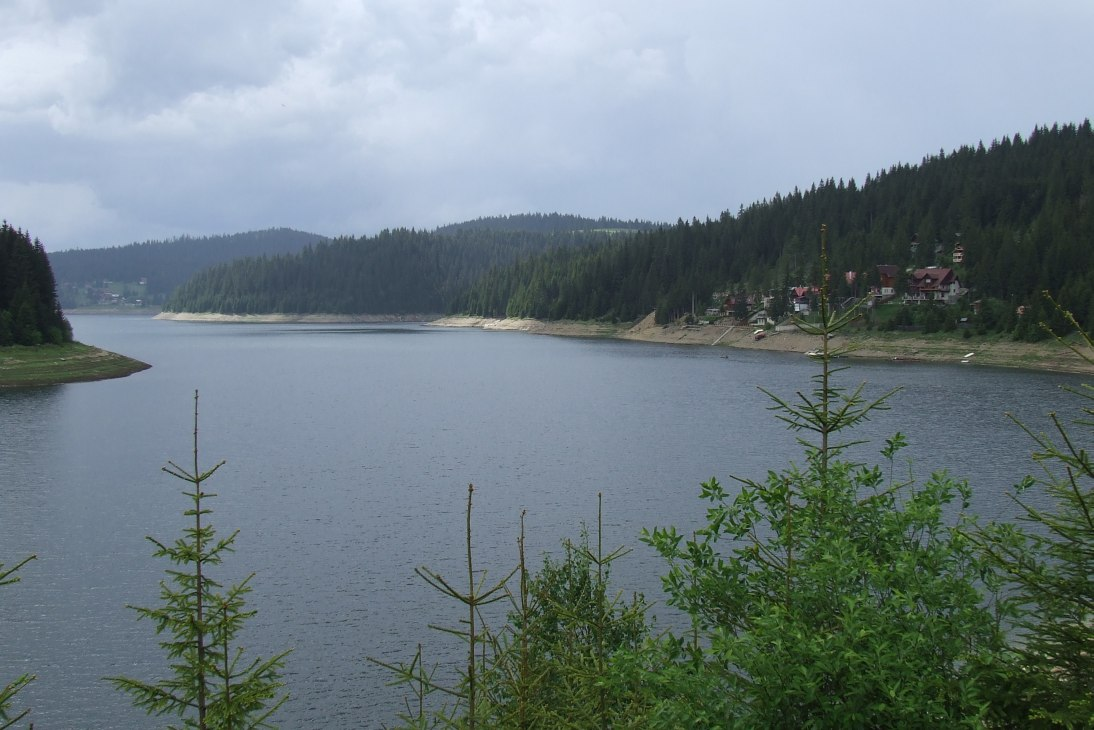
Lacul și stațiunea Fântânele
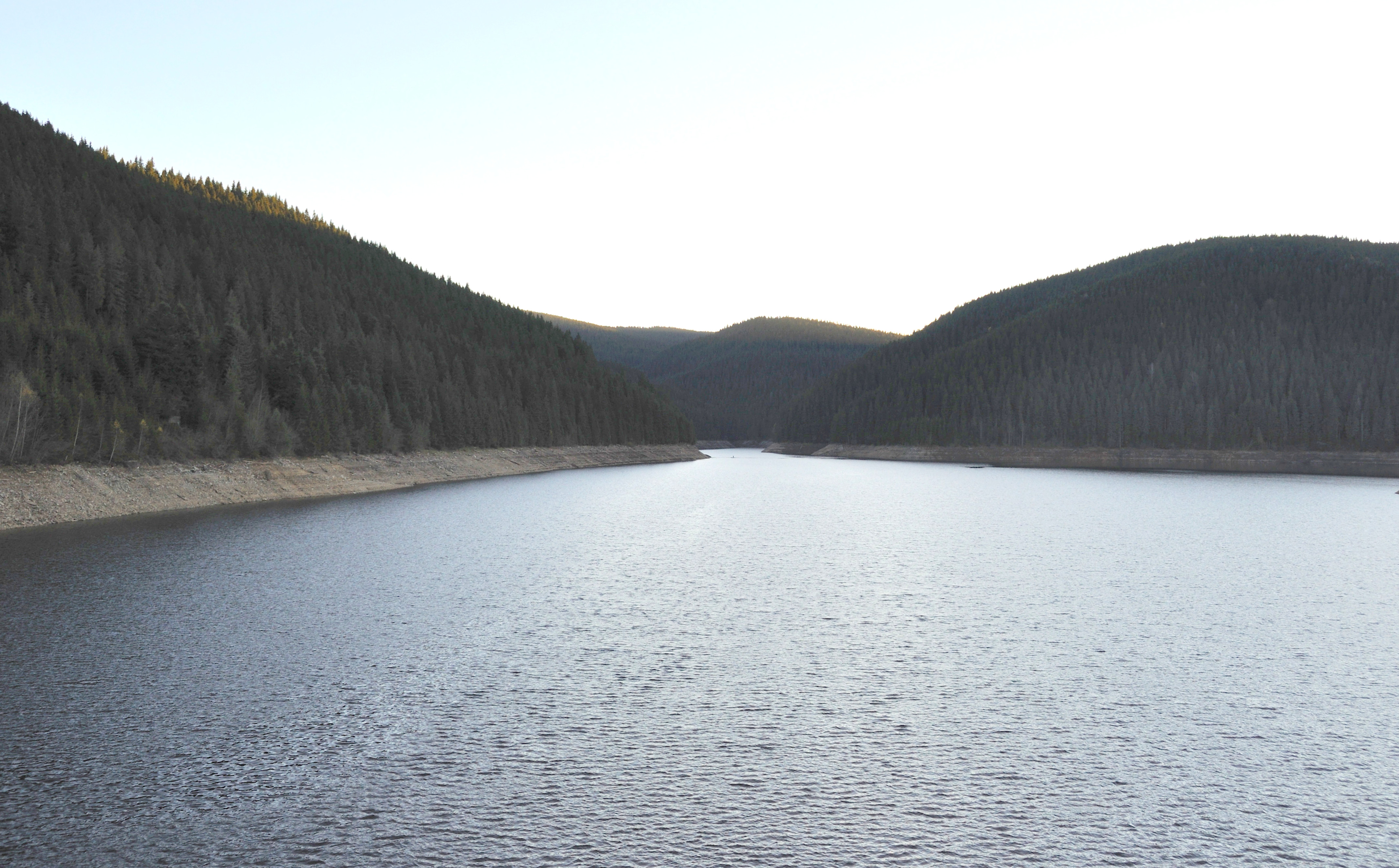
Lacul de acumulare Fântânele-Beliș
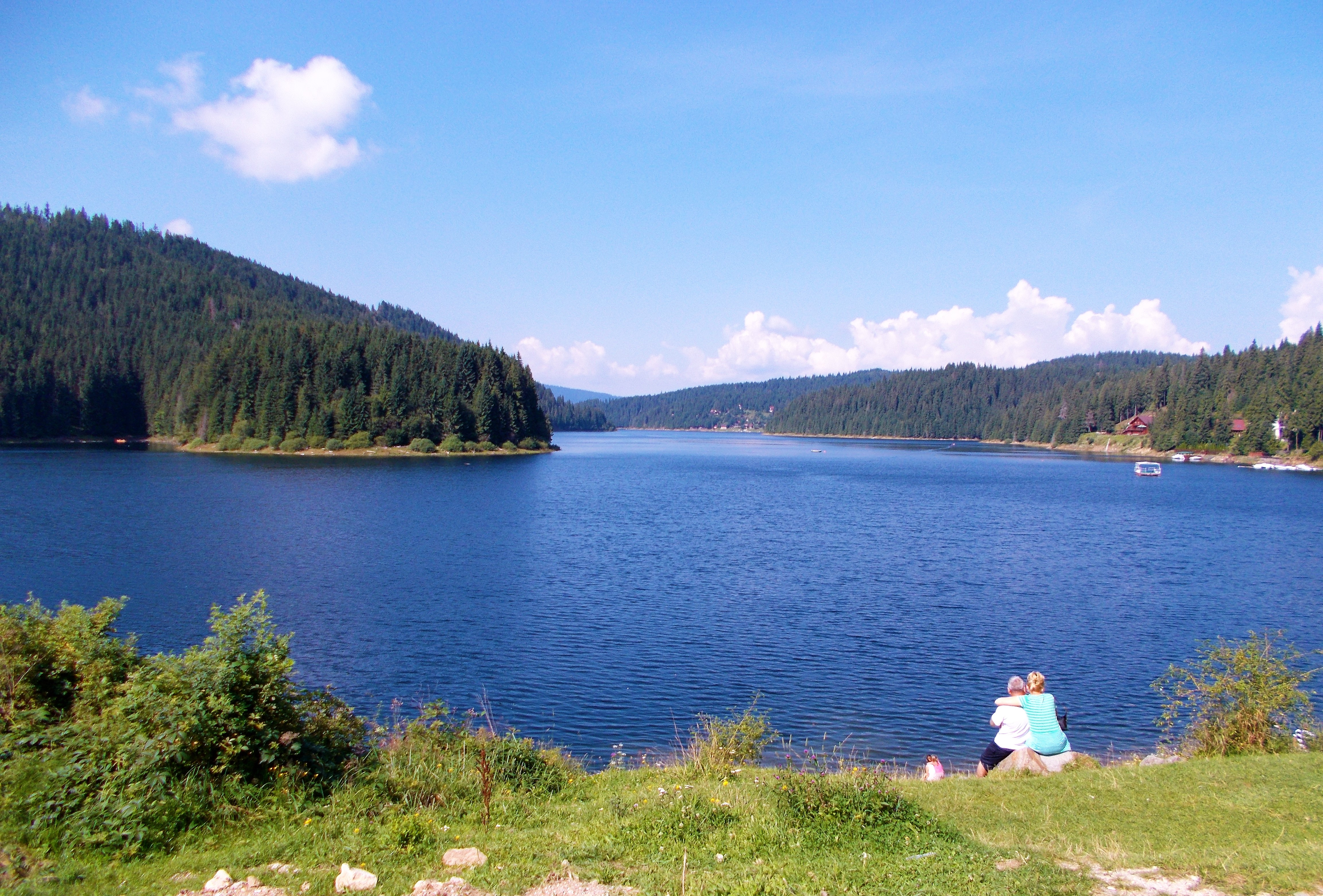
Lacul Beliș-Fântânele
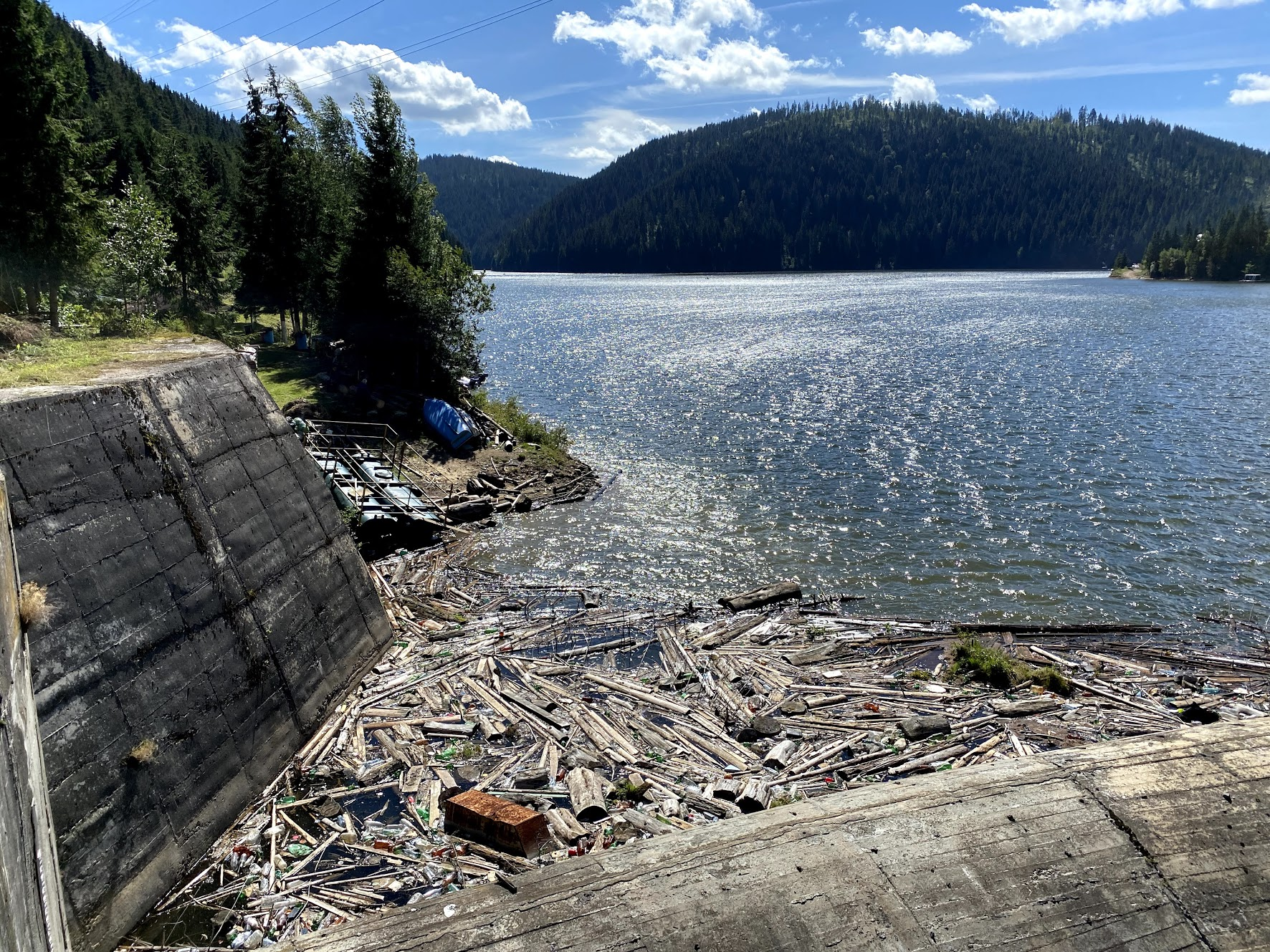
Beliș-Fântânele poluat